# Vianden
Vianden (luxemburgisch Veianen, Veinen) ist eine Gemeinde im Großherzogtum Luxemburg. Vianden ist Hauptort des gleichnamigen Kantons und einer der wichtigsten Touristenorte Luxemburgs.

## Geographische Lage
Vianden liegt im Nordosten von Luxemburg benachbart zum deutschen Land Rheinland-Pfalz, beiderseits des Grenzflusses Our. Der östlich der Our gelegene Teil von Vianden ist das einzige Gebiet Luxemburgs östlich der ansonsten die deutsch-luxemburgische Grenze bildenden Flüsse Our, Sauer und Mosel (gemeinschaftliches deutsch-luxemburgisches Hoheitsgebiet) und damit zudem für wenige Kilometer der einzige Grenzverlauf beider Staaten an Land.

## Einwohnerentwicklung
| Vianden: Einwohnerzahlen von 1821 bis 2024                                        | Vianden: Einwohnerzahlen von 1821 bis 2024 | Vianden: Einwohnerzahlen von 1821 bis 2024 | Vianden: Einwohnerzahlen von 1821 bis 2024 | Vianden: Einwohnerzahlen von 1821 bis 2024 |
| --------------------------------------------------------------------------------- | ------------------------------------------ | ------------------------------------------ | ------------------------------------------ | ------------------------------------------ |
| Jahr                                                                              |                                            |                                            |                                            | Einwohner                                  |
| 1821                                                                              | 1821                                       |                                            | 1.440                                      | 1.440                                      |
| 1871                                                                              | 1871                                       |                                            | 1.471                                      | 1.471                                      |
| 1910                                                                              | 1910                                       |                                            | 1.178                                      | 1.178                                      |
| 1922                                                                              | 1922                                       |                                            | 1.074                                      | 1.074                                      |
| 1935                                                                              | 1935                                       |                                            | 1.195                                      | 1.195                                      |
| 1947                                                                              | 1947                                       |                                            | 1.111                                      | 1.111                                      |
| 1960                                                                              | 1960                                       |                                            | 1.605                                      | 1.605                                      |
| 1970                                                                              | 1970                                       |                                            | 1.520                                      | 1.520                                      |
| 1981                                                                              | 1981                                       |                                            | 1.500                                      | 1.500                                      |
| 1991                                                                              | 1991                                       |                                            | 1.480                                      | 1.480                                      |
| 2001                                                                              | 2001                                       |                                            | 1.511                                      | 1.511                                      |
| 2011                                                                              | 2011                                       |                                            | 1.692                                      | 1.692                                      |
| 2021                                                                              | 2021                                       |                                            | 2.161                                      | 2.161                                      |
| 2024                                                                              | 2024                                       |                                            | 2.212                                      | 2.212                                      |
| Quelle(n): Institut national de la statistique et des études économiques (STATEC) |                                            |                                            |                                            |                                            |

## Sehenswertes

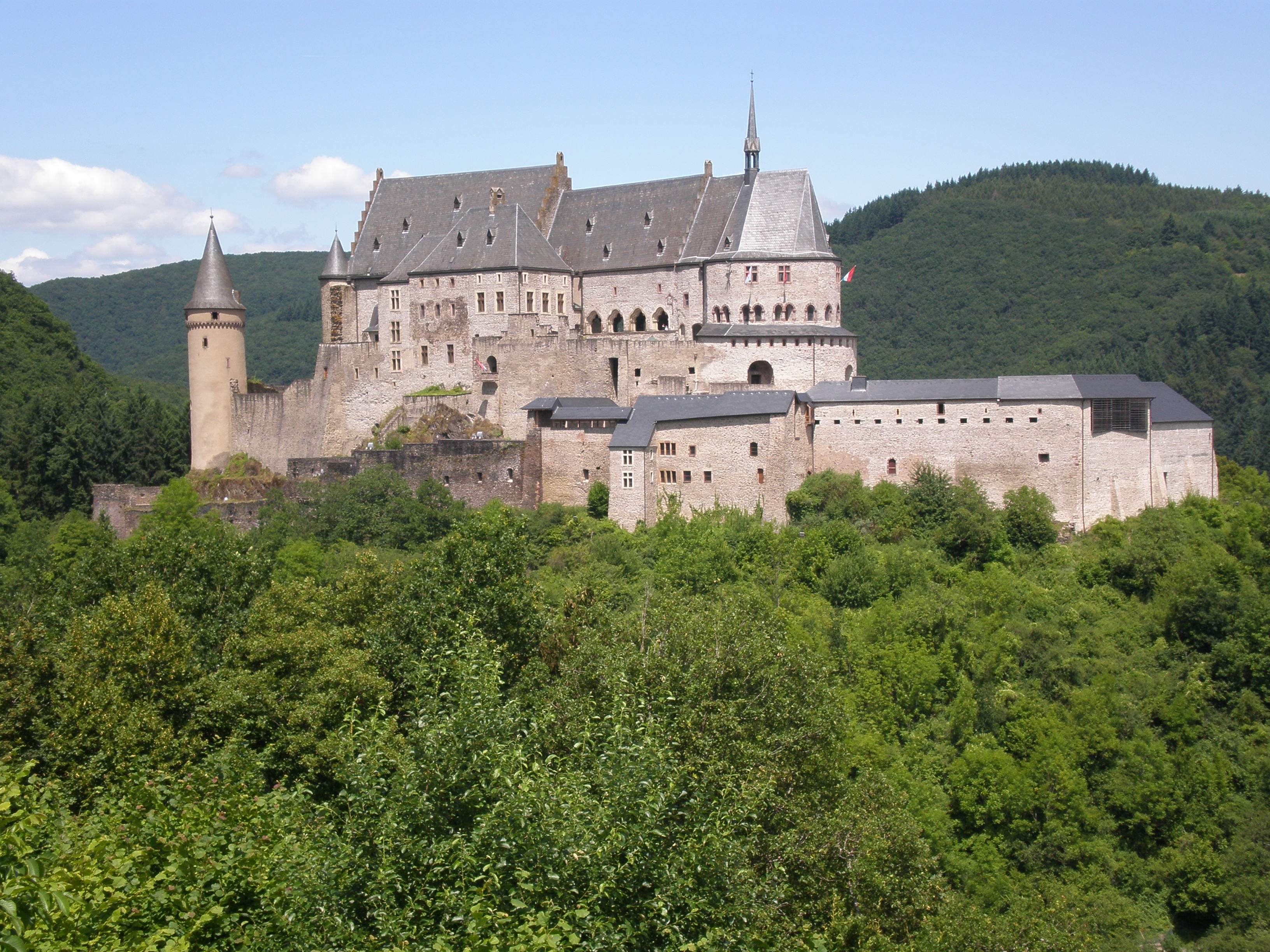
Burg Vianden

Über der Stadt thront die Burg Vianden. Großenteils wurde sie in den letzten Jahrzehnten restauriert. Die Burg ist der ehemalige Sitz der Grafschaft Vianden. Yolanda von Vianden ist auf dem Schloss geboren.
Im November 1944 wurde die Burg Schauplatz von Kämpfen zwischen 37 Widerstandskämpfern der luxemburgischen Miliz unter der Führung von Vic Abens und einer Einheit von rund 250 SS-Männern. Die Miliz konnte die Einnahme des Städtchens und der strategisch gut gelegenen Burg durch die SS abwehren, welche sich nach schweren Verlusten (38 Gefallene) über den Grenzfluss zurückziehen musste.
Wegen der Verbindung zwischen den Grafengeschlechtern Nassau und Vianden, der Übernahme der Grafschaft Vianden durch das Haus Nassau, des Streits im Haus Vianden und seiner Folgen ist die Burg vor allem für niederländische Besucher mit Interesse an der Geschichte der Dynastie Oranien-Nassau sehenswert.

### Das Victor-Hugo-Haus
Zwischen 1862 und 1871 besuchte der französische Schriftsteller Victor Hugo fünfmal das Großherzogtum Luxemburg und verbrachte einige Zeit als politischer Flüchtling in Vianden. Das Haus, in dem Victor Hugo gelebt hat, ist seit 1935 als Museum eingerichtet.

### Trinitarierkirche
Die Trinitarierkirche Vianden ist eine frühgotische zweischiffige Hallenkirche und wurde im 13. Jahrhundert errichtet.

### Sodalitätskapelle
In unmittelbarer Nähe der Trinitarierkirche findet sich die 1761 errichtete Sodalitätskapelle. Sie gehört der Marianischen Sodalität. Diese wurde in Vianden 1738 gegründet und stammt aus dem 16. Jahrhundert. Ihr angehörige Jungen und Männer weihen ihr ganzes Leben Maria. Neben dem Eingang der Kapelle steht eine Madonnen-Statue. Der Barockaltar der Kapelle stammt vermutlich von Michael Weiler. Sein Zentrum bildet die Immakulata-Statue: Maria steht mit dem linken Fuß auf einer Mondsichel, während ihr rechter einer Schlange, die einen Apfel trägt, ins Genick tritt.

## Veranstaltungen
- In den ersten drei Augustwochen findet in Vianden ein Mittelalterfest statt.
- Der Veiner Nëssmoort (Viandener Nussmarkt) ist ein großes Volksfest, das jährlich am 2. Sonntag im Oktober stattfindet und über die Landesgrenzen hinaus bekannt ist. (Außer bei Kantonalwahlen, dann schon am 1. Wochenende)

## Weltkulturerbe
Im Oktober 1993 meldete die beim luxemburgischen Kulturministerium angesiedelte UNESCO-Kommission Burg und Stadt in der bei der UNESCO geführten sogenannten Tentativliste als potentielle Welterbestätte an. Ein dortiger Eintrag ist die Voraussetzung dafür, dass zu einem späteren Zeitpunkt ein Antrag auf Verleihung eines entsprechenden Prädikats, in diesem Fall des Weltkulturerbes, gestellt werden kann. Nachdem sich in der Folgezeit und über mehrere Jahre wenig getan hatte, gründete sich 2010 ein Komitee, um die notwendigen Unterlagen zusammenzustellen und somit die Bewerbung Viandens voranzutreiben. Im Februar 2012 wurde diese dann bei der UNESCO eingereicht. Bei der turnusmäßigen Sitzung des Welterbekomitees im Juni 2013 in Phnom Penh sollte über das luxemburgische Begehren entschieden werden. Da sich aber im Vorfeld abzeichnete, dass das Beratergremium ICOMOS, dessen Empfehlung eine zentrale Rolle bei der Vergabeentscheidung spielt, ein eher negatives Votum abgeben würde, wurde der Antrag kurzfristig zurückgezogen. Kritisiert wurden insbesondere die umfangreichen Leerstände in der Altstadt, der schlechte Zustand dieser Gebäude sowie die mangelhafte Bürgerbeteiligung. Die Bewerbung soll überarbeitet und dann erneut eingereicht werden. Wann dies geschehen wird, ist bisher unbekannt. Gleichwohl wird der Status als Welterbestätte im Zusammenhang mit Vianden bereits werbetechnisch genutzt, so auch vom offiziellen Tourismusverband des Großherzogtums.

## Verschiedenes
Bei Vianden arbeitet eines der größten europäischen Pumpspeicherkraftwerke, das Pumpspeicherwerk Vianden. Innerhalb der Anlage wird in Zeiten niedrigen Stromverbrauchs Wasser aus dem Fluss Our in ein Becken auf einem Berg gepumpt. In Spitzenzeiten des Stromverbrauchs wird das Wasser aus dem Vorhaltebecken zurück in den Fluss geleitet. Mit Hilfe der Wasserkraft werden Generatoren zur Stromerzeugung betrieben. Die Kavernen (Bergstollen mit Generatoren) und das Vorhalte-Becken können besucht werden.
Vianden liegt an der Schmalspurbahn Diekirch–Vianden. Heute wird die ehemalige Bahnstrecke zwischen Fouhren und Vianden teilweise als Radweg genutzt.
Der Sessellift Vianden besteht seit 1955 und wurde 2006 komplett restauriert.

## Persönlichkeiten
- Meginher von Falmagne (auch Meginher von Vianden genannt) (* um 1070–1130), Erzbischof von Trier
- Yolanda von Vianden (* ca. 1231–1283), Priorin des Klosters Marienthal
- Marie Speyer (1880–1914), Germanistin, Lehrerin und Schulleiterin
- Victor Abens (1912–1993), Widerstandskämpfer und Politiker
- Émile Probst (1913–2004), Verleger, Zeichner, Illustrator, Karikaturist, Grafiker und Glasmaler

## Bilder

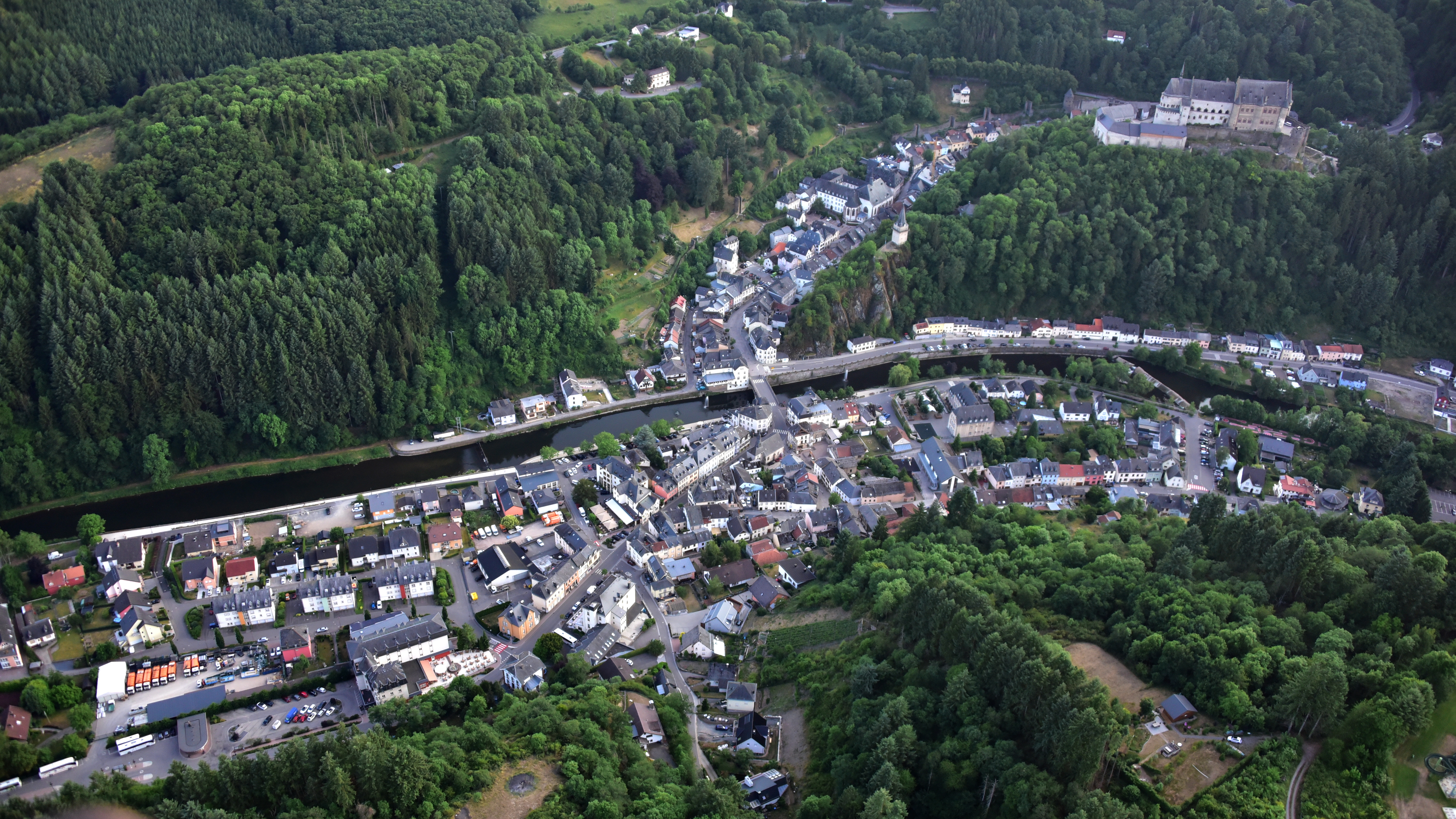
Vianden, Luftaufnahme (2017)
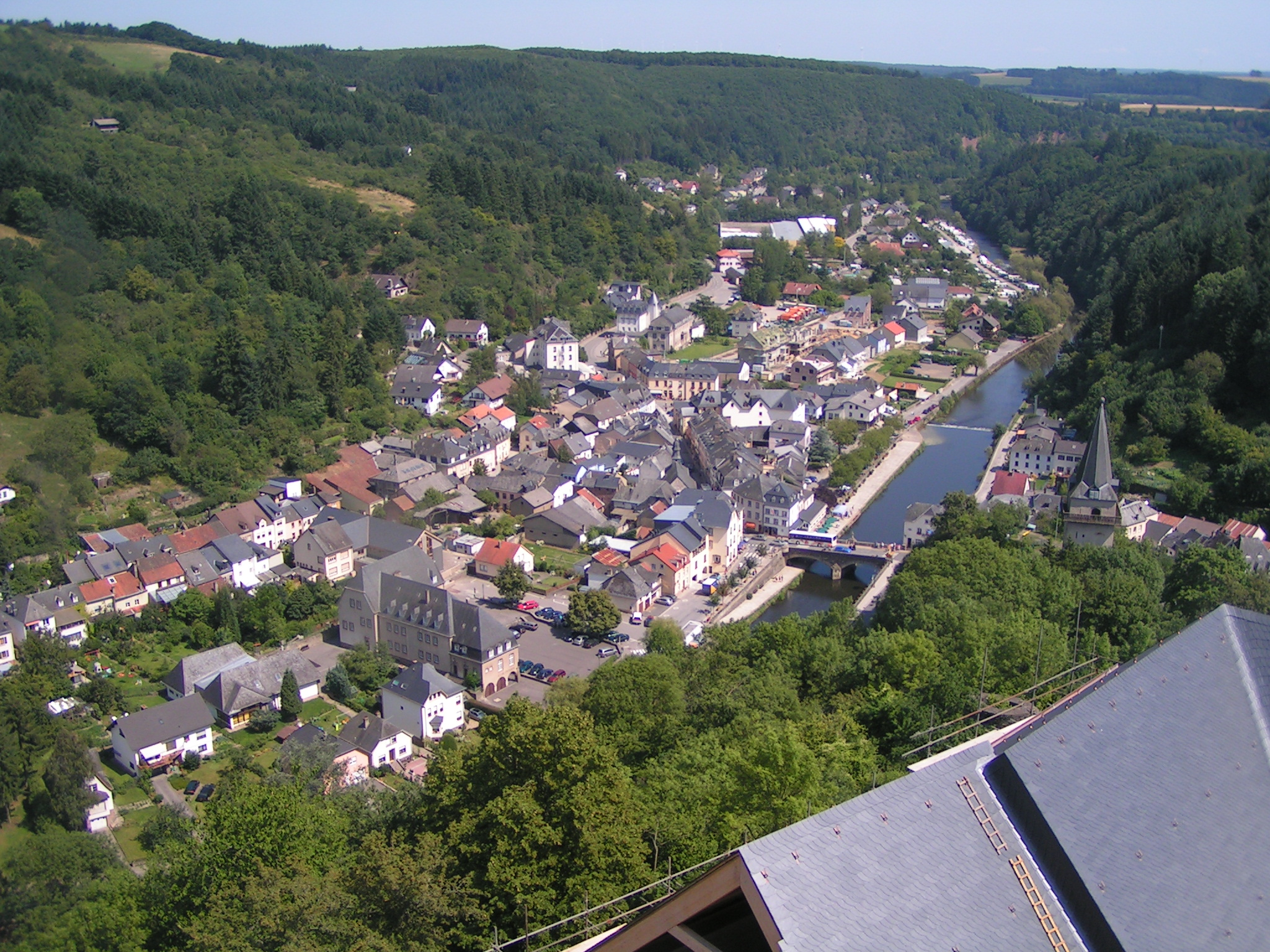
Blick auf Vianden von der Burg
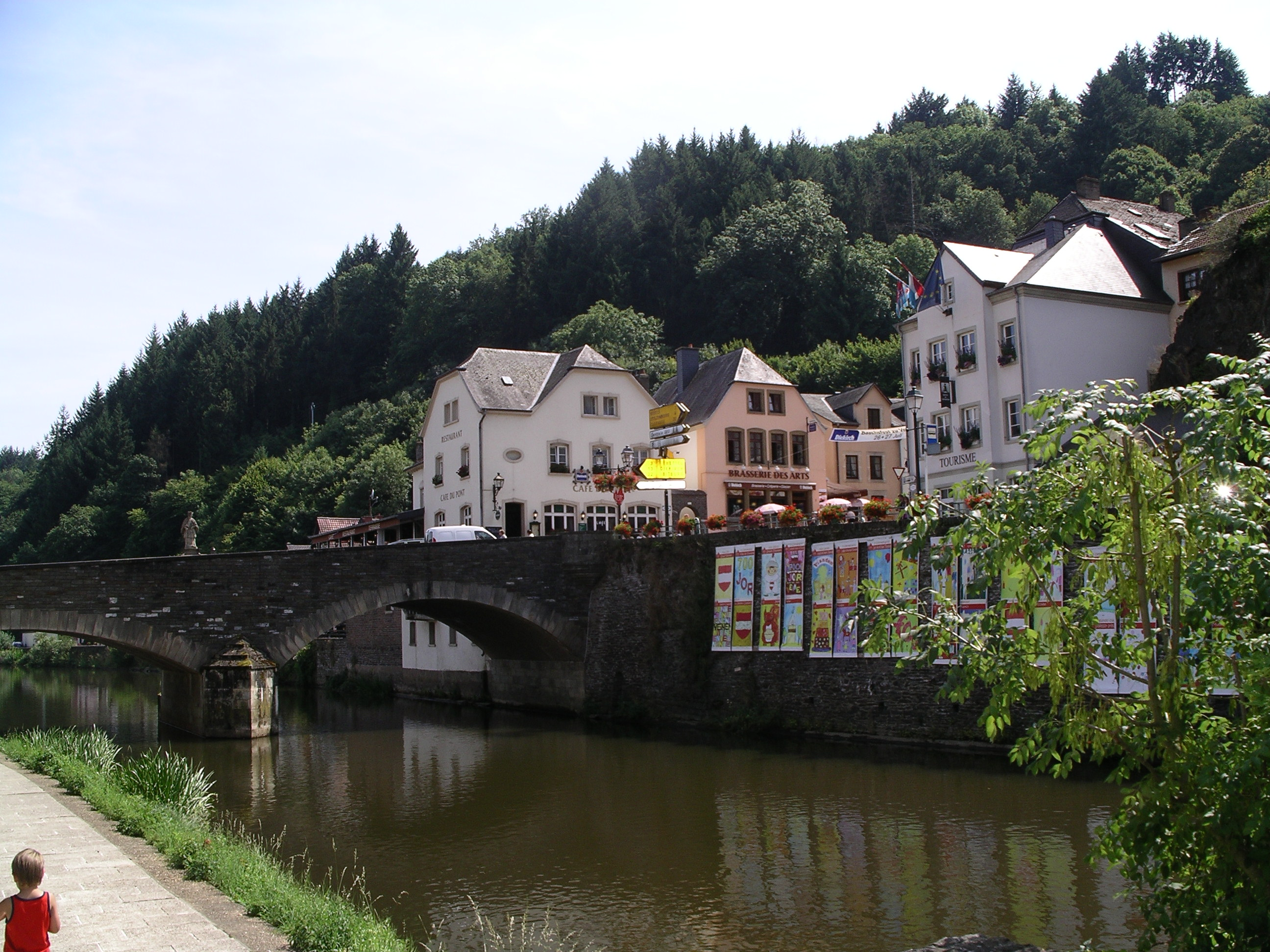
Brücke in der Stadt
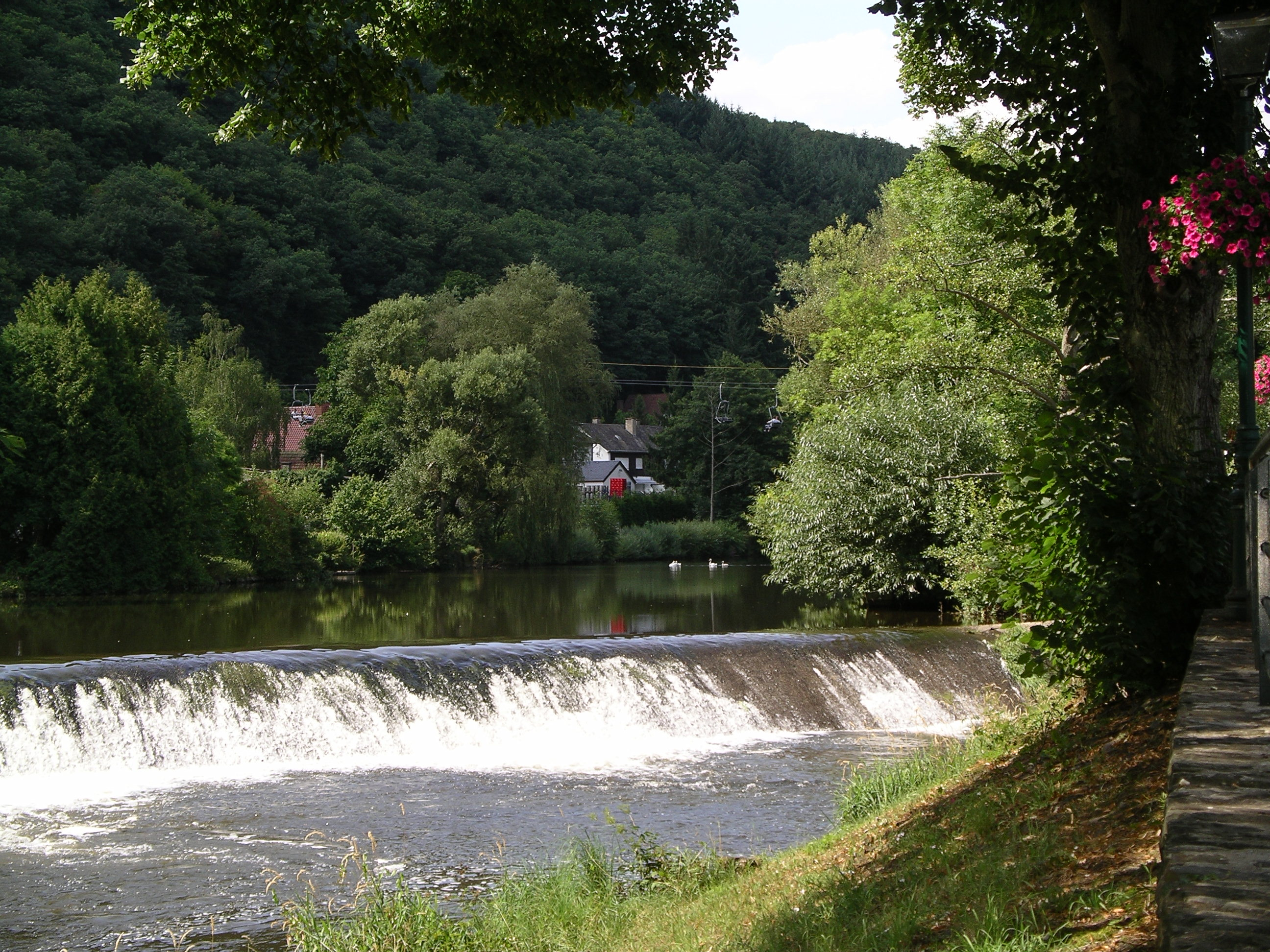
Mit der Drahtseilbahn über den Fluss
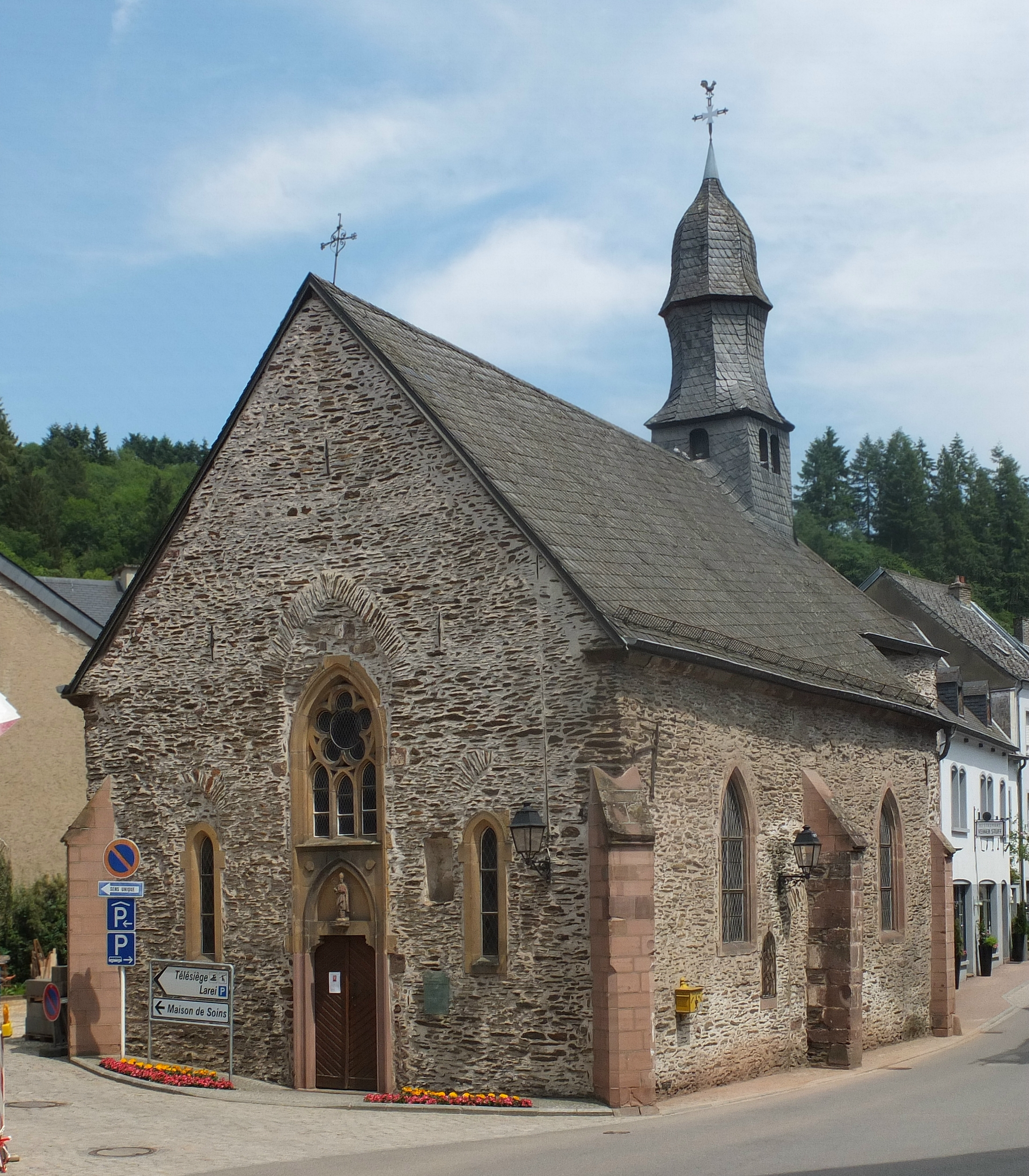
Sankt-Nikolaus-Kapelle
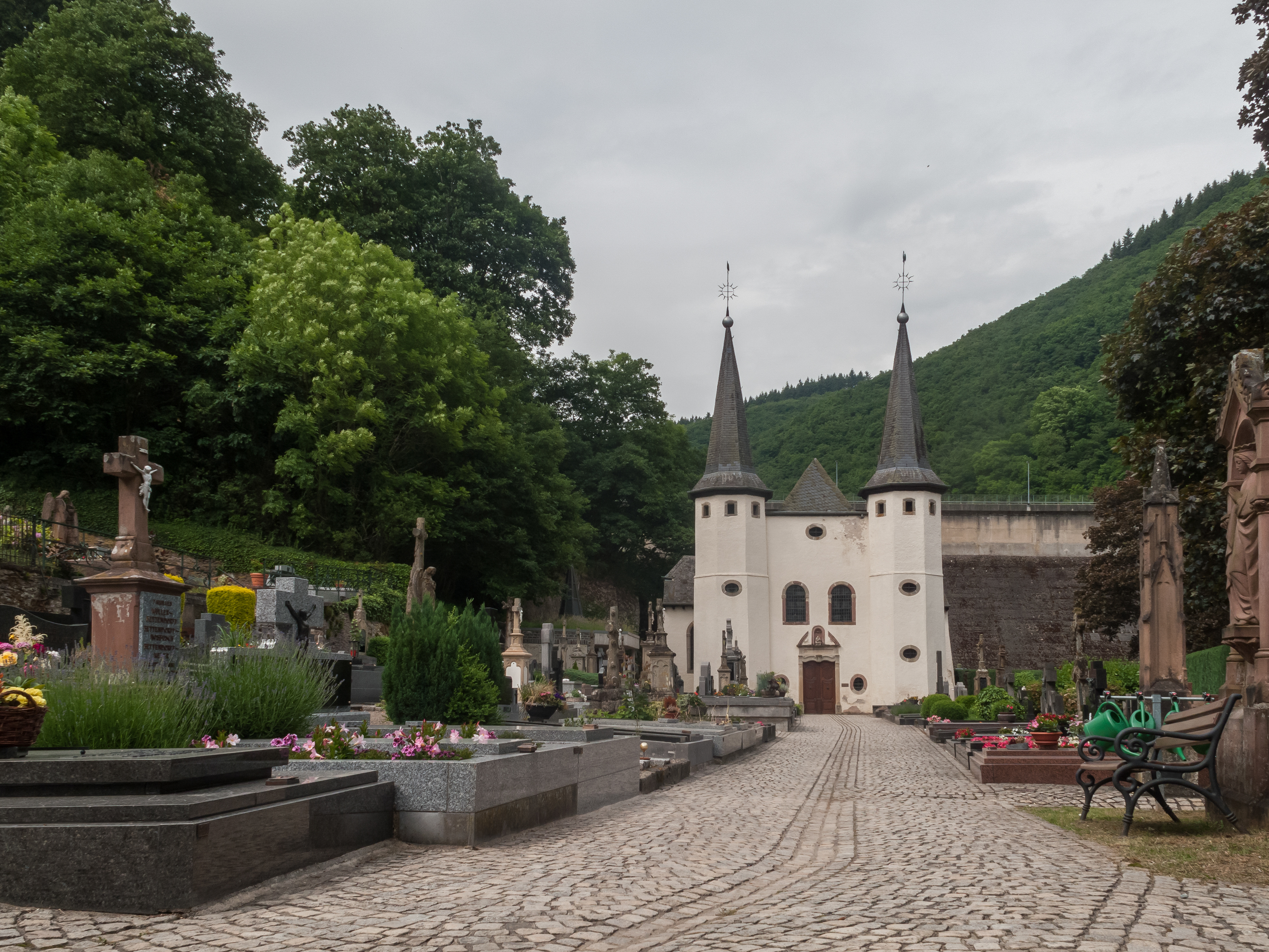
Kirche: l'église Saint-Roch
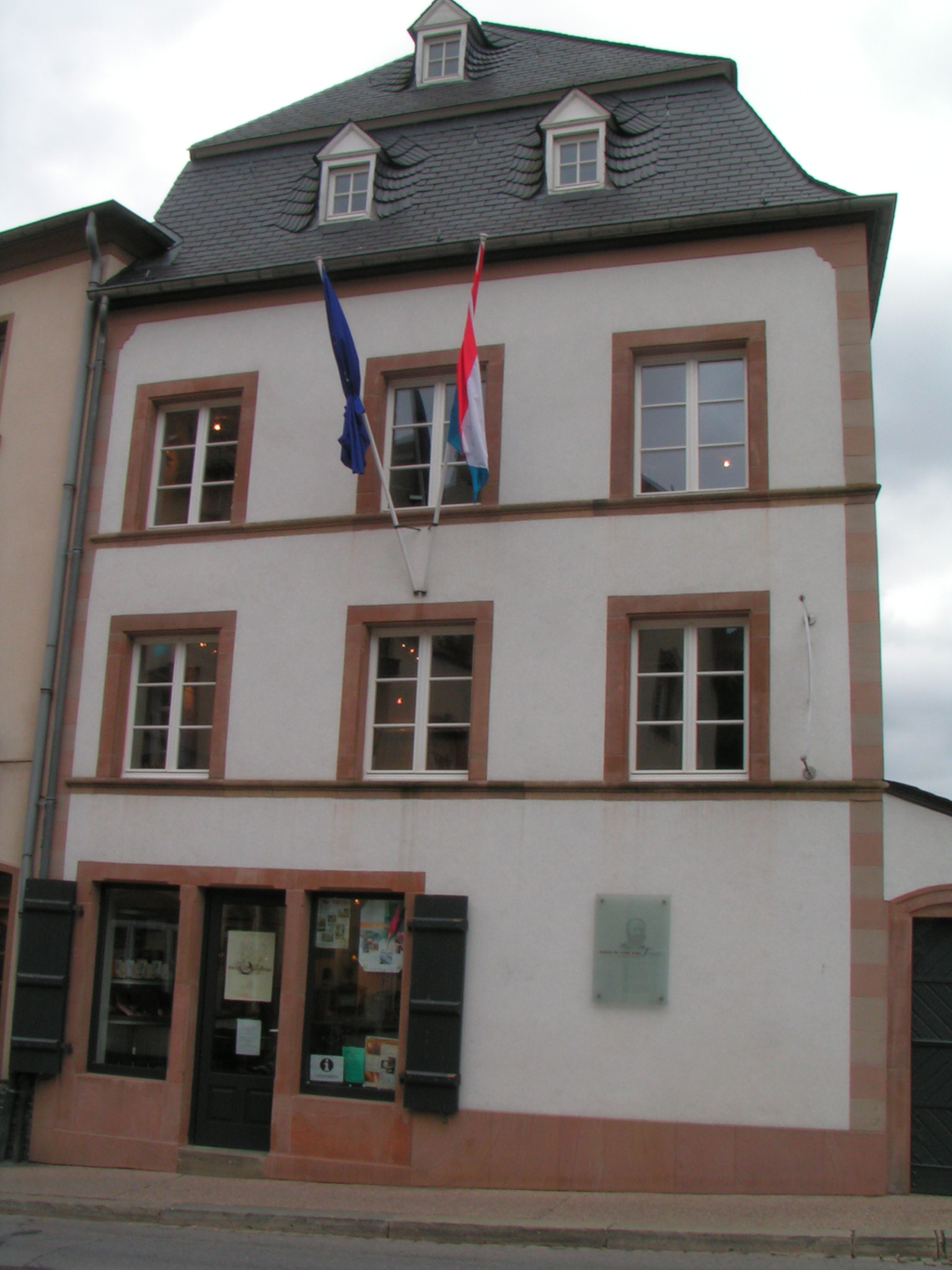
Victor-Hugo-Haus
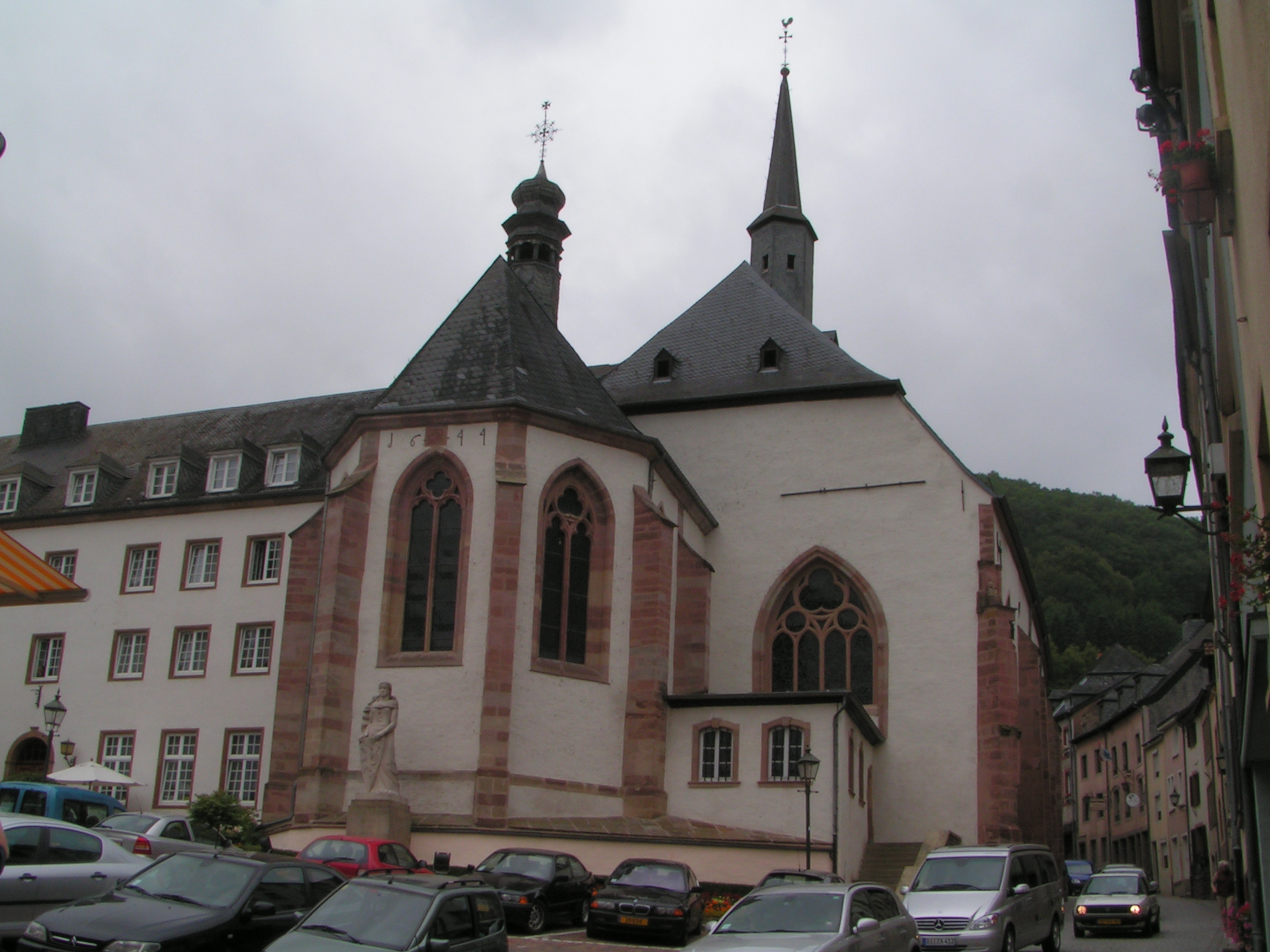
Trinitarierkirche
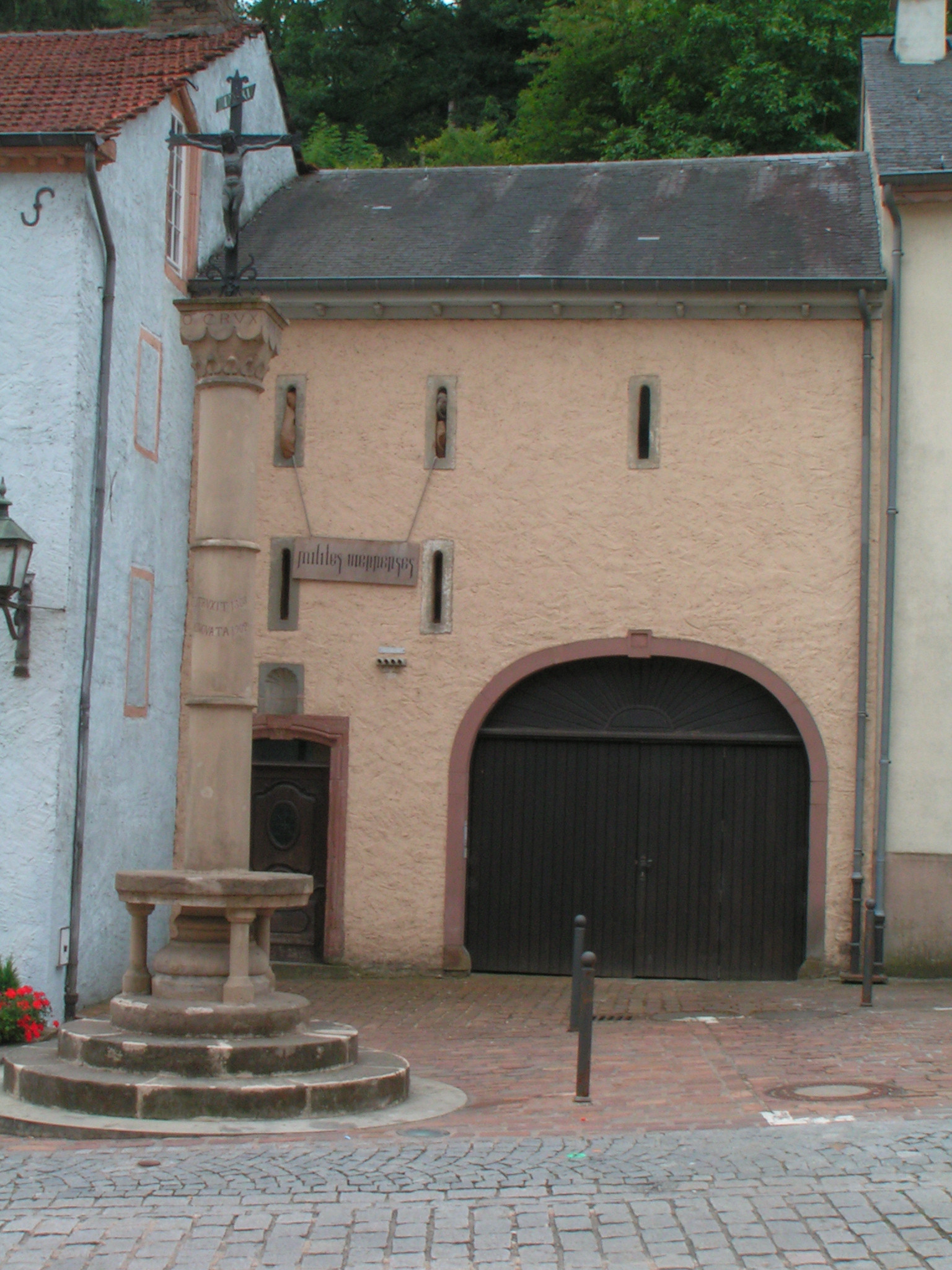
Alte Polizeistation mit Gerichtskreuz, heute Sitz der Milites Viennenses
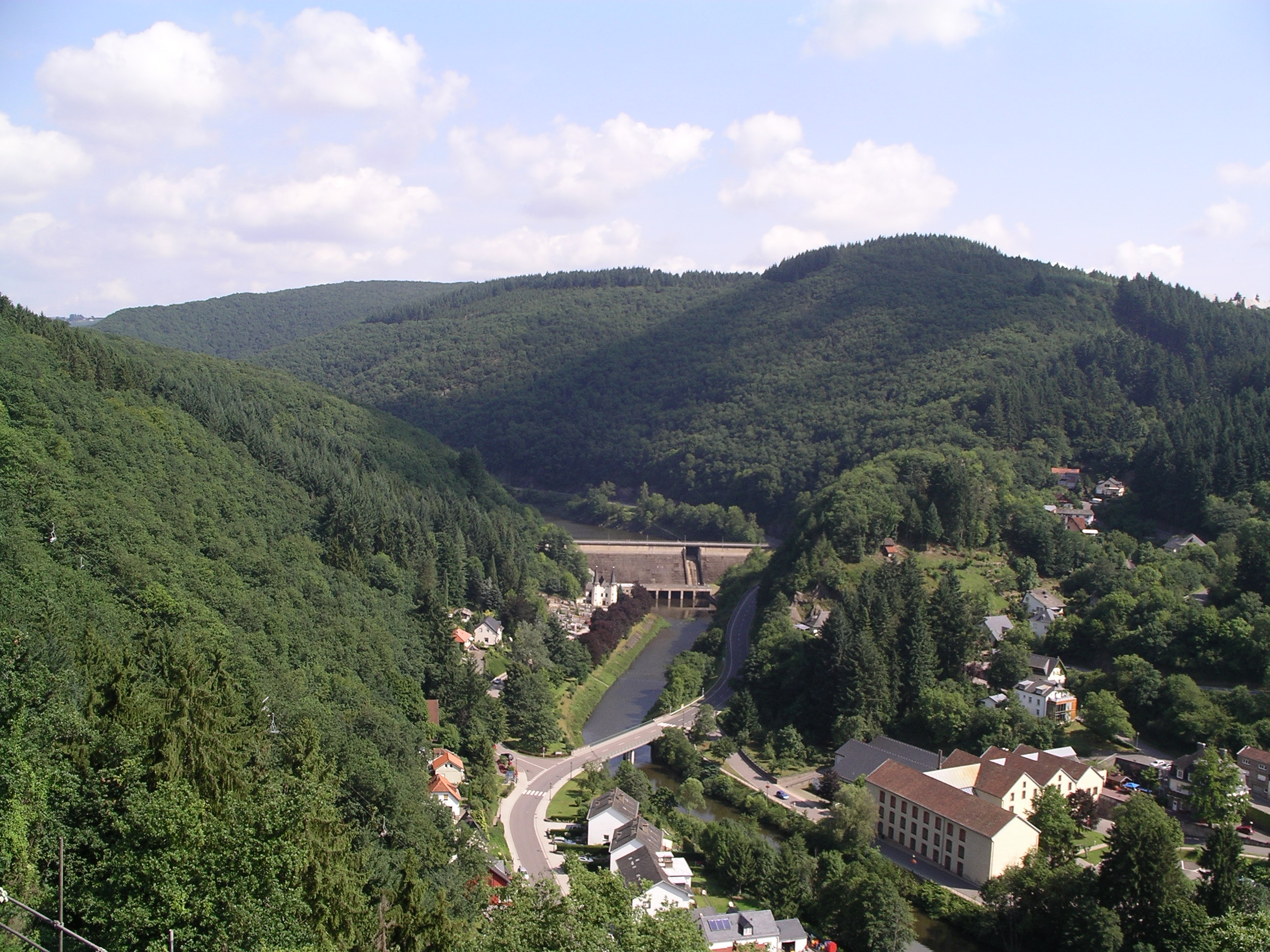
Blick auf Staumauer bei Vianden
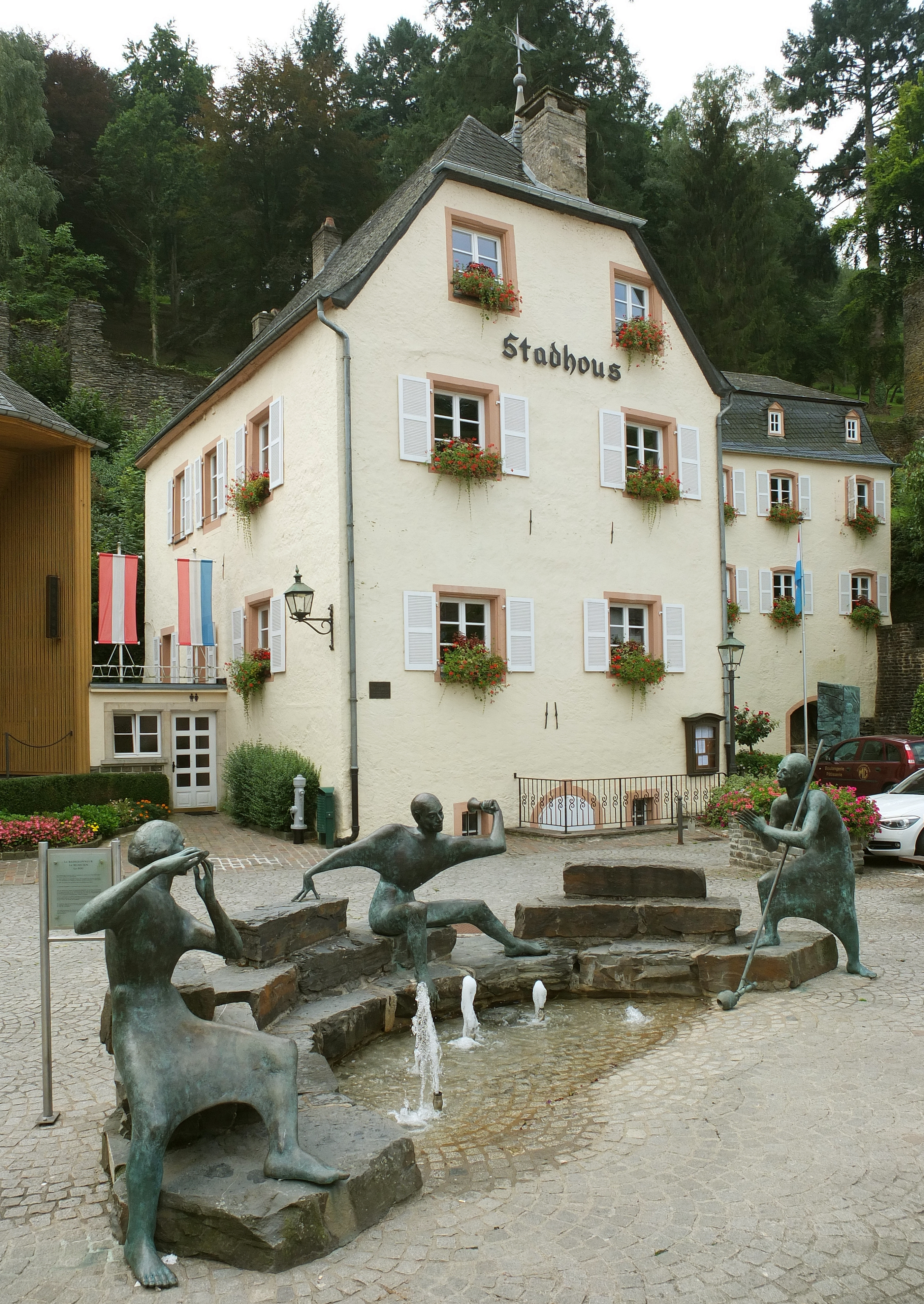
Das Rathaus
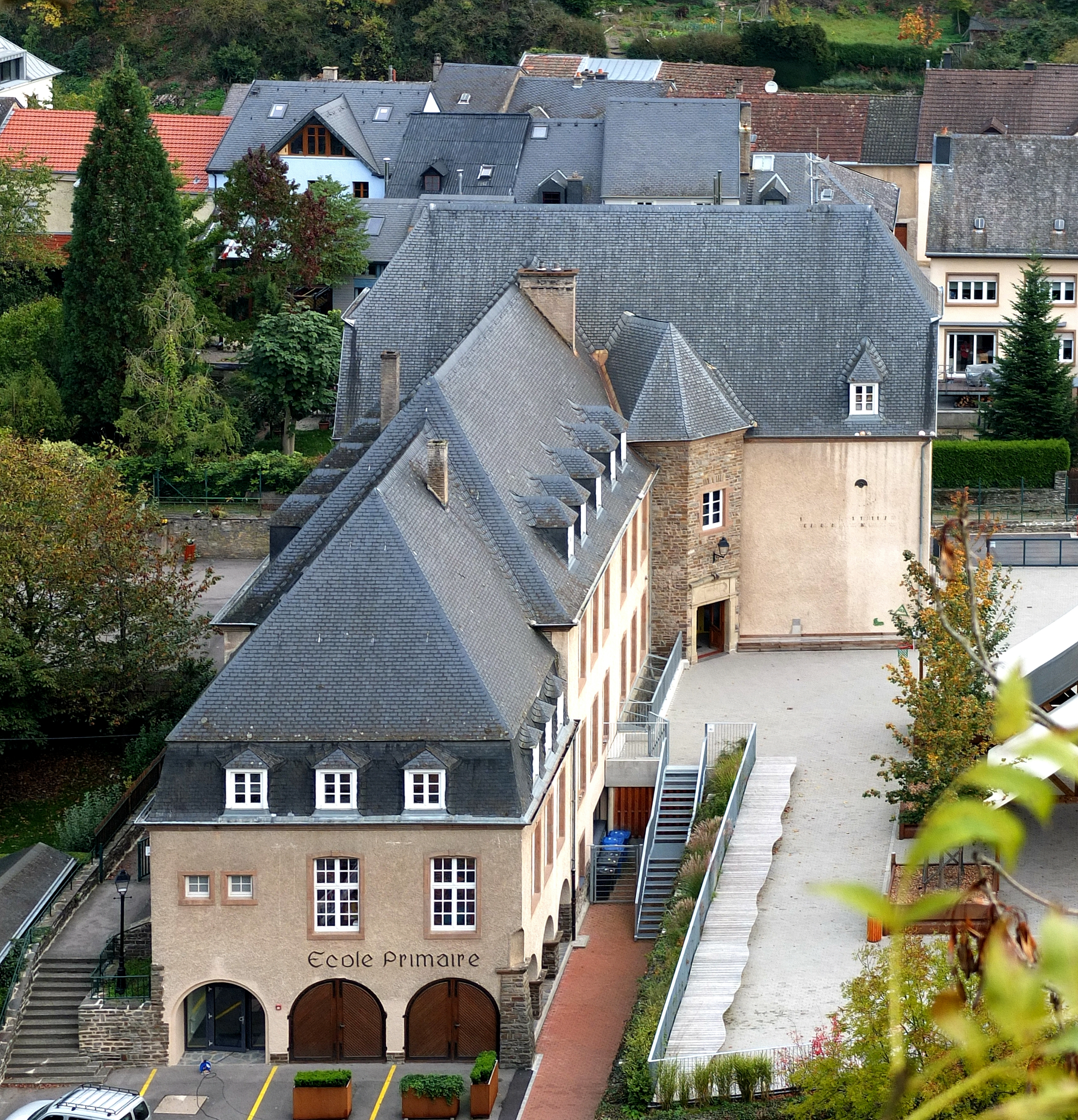
École Primaire
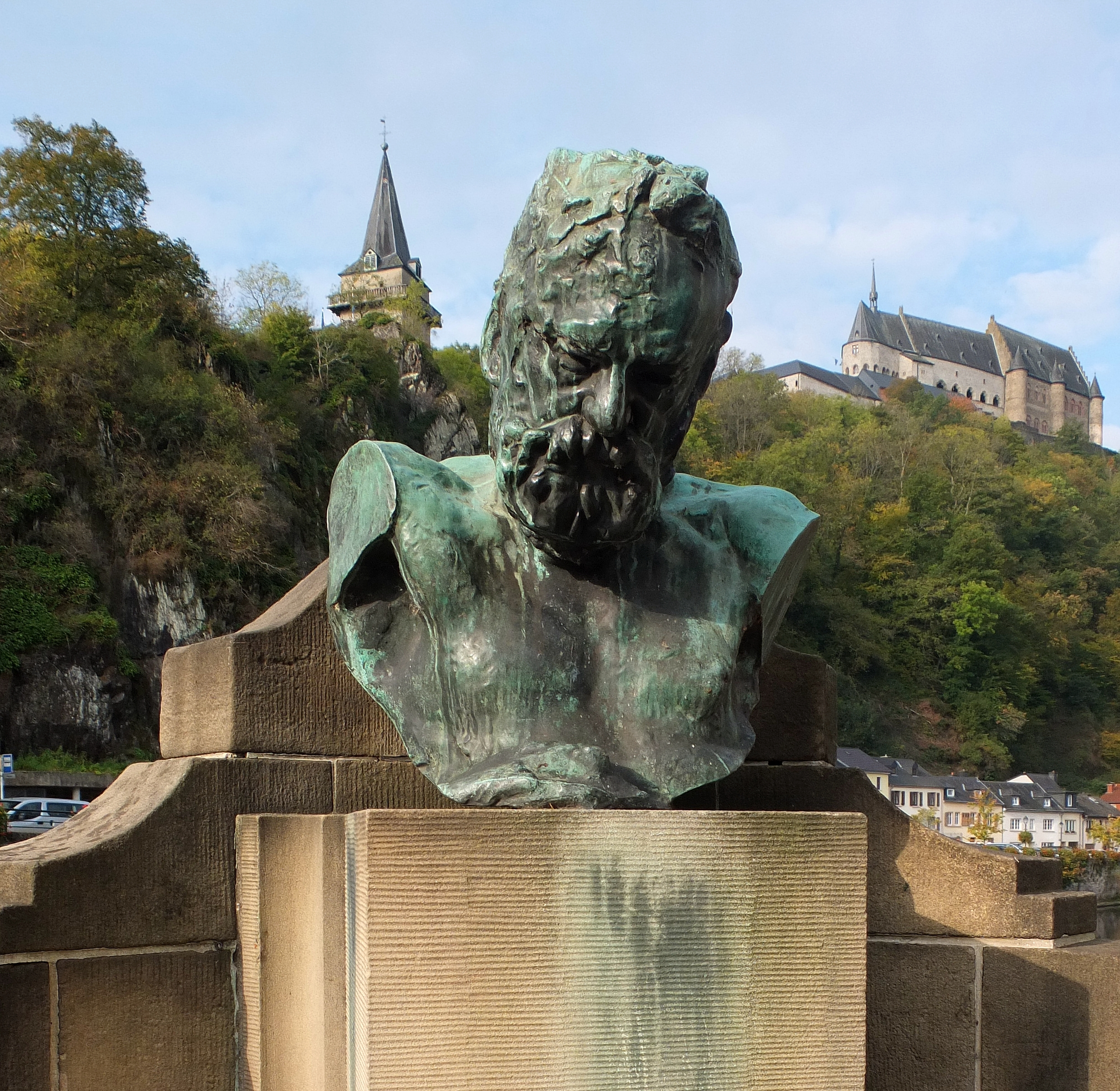
Büste von Victor Hugo
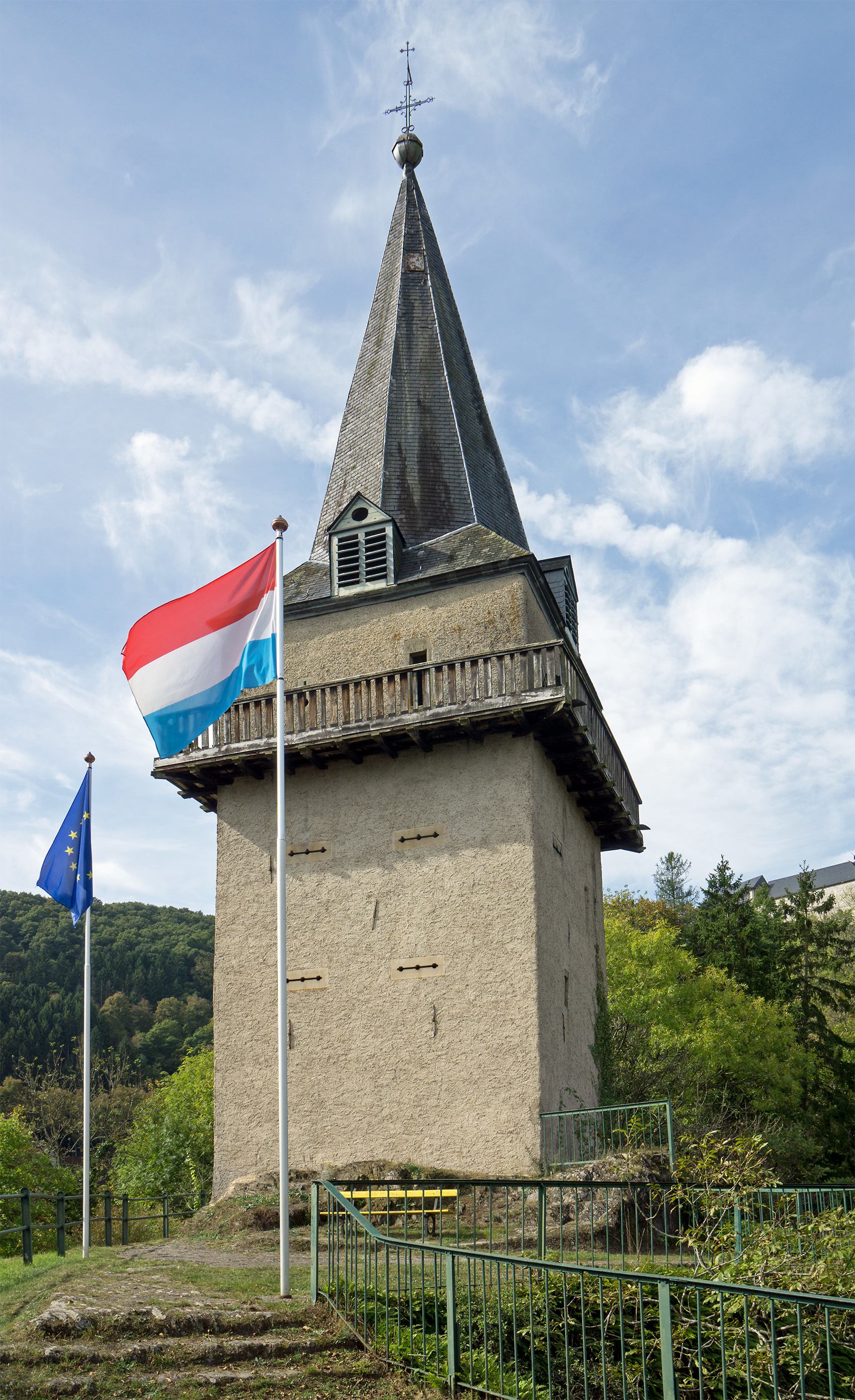
Hockelsturm
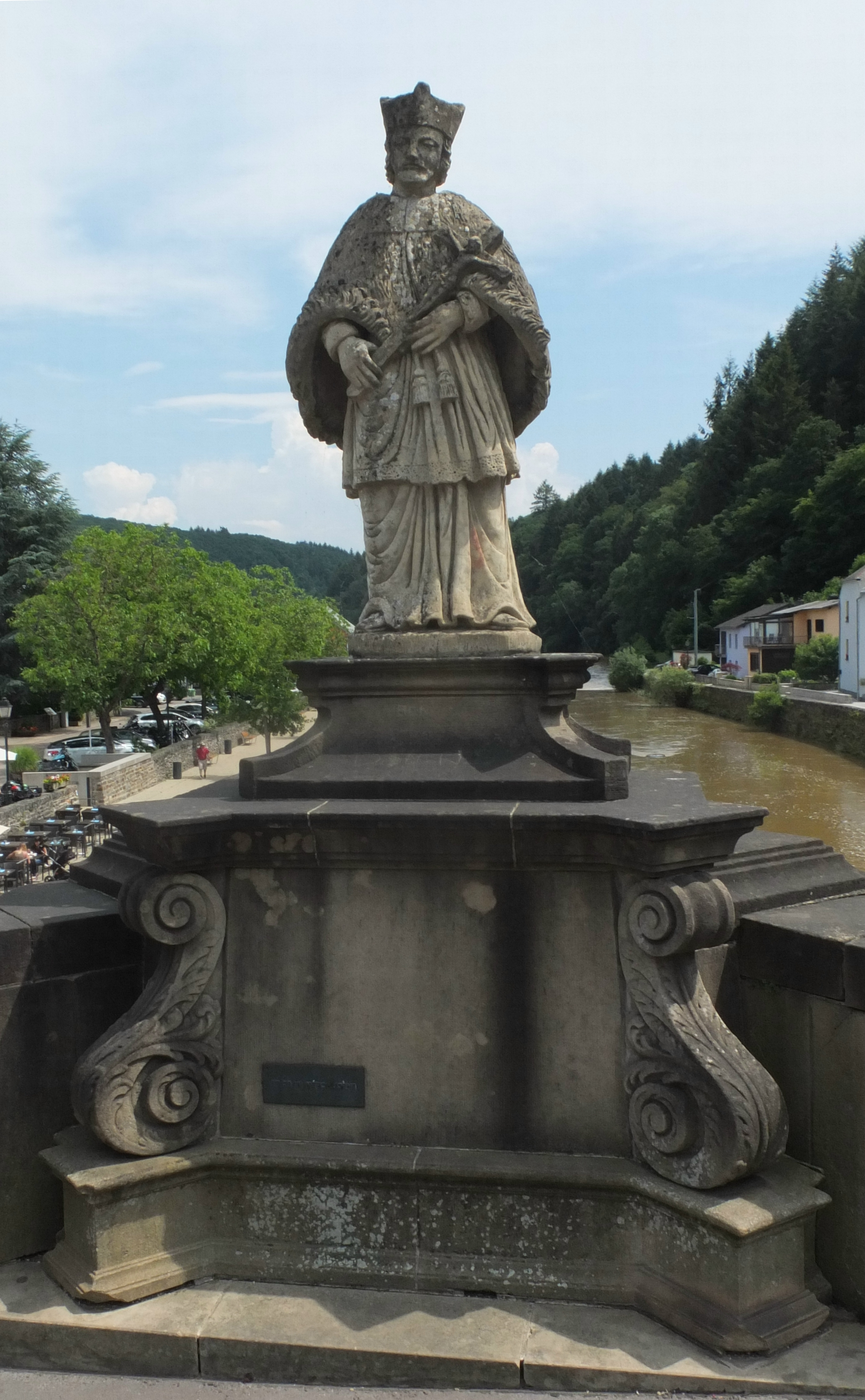
Statue des Hl. Johannes Nepomuk „Bommenzinnes“ auf der Our-Brücke

## Namhafte Personen
Viele Königsfamilien und Staatsoberhäupter haben Verbindungen zu Vianden oder haben es zumindest besucht. Einige andere Persönlichkeiten sind jedoch erwähnenswert:
- Yolande oder Yolanda von Vianden, (1231–83), jüngste Tochter des Grafen Heinrich I., die gegen den Willen ihrer Eltern in das Kloster Marienthal eintrat, als sie noch sehr jung war und später dessen fromme Priorin wurde[7] jetzt eine Legende in der Geschichte Luxemburgs.
- Victor Hugo (1802–85), der französische Schriftsteller, der sich zwischen 1862 und 1871 mehrmals in Vianden aufhielt und dessen Schönheit und Vertonung in Prosa, Lyrik und Skizzen festhielt, darunter die Gedichtserie L'Année terrible. Hugo tat viel, um die Attraktivität von Vianden nach außen hin zu fördern.
- Edmond de la Fontaine (1823–91), auch bekannt als Dicks, luxemburgischer Nationaldichter, der auch den ersten Reiseführer Viandens schrieb.
- René Engelmann (1880–1915), ein Linguist und Romanschriftsteller, der die Grundgrammatik des luxemburgischen Dialekts, der später zu einer Nationalsprache wurde, festlegte.
- Marie Speyer (1880–1914) war eine promovierte Germanistin, Lehrerin und Schulleiterin in der Schweiz und Luxemburg.
- Victor Abens (1912–1993), der luxemburgische Widerstandskämpfer und Politiker war Mitglied des Europäischen Parlaments.
- Eine der ältesten Familien der Stadt war la famille Schammel-Wolter, die Mitte 1600 das Gasthaus gründete, das sich heute in Algerbue de L’Our neben der Our befindet, wo den Pilgern, die das Schloss von Vianden besuchten, Köstlichkeiten aus der Gegend angeboten wurden. Heute verfügt diese Herberge über ein Restaurant und ein Hotel in einem eigenen Gebäude.